# Ioannis Papaspyrou
Ioannis Papaspyrou (griechisch Γιάννης Παπασπύρου, * 1922 in Piräus; † 5. Juli 2010) war ein griechischer Politiker der Panellinio Sosialistiko Kinima (PASOK) und Bürgermeister von Piräus.

## Biografie
Nach Schulbesuch und Studium war er als Wirtschaftswissenschaftler tätig.
1959 wurde er zum Vizebürgermeister von Piräus gewählt und war zugleich auch Berater der Stadtverwaltung. 1964 wurde er erstmals zum Abgeordneten des Griechischen Parlaments (gr. Vouli ton Ellinon Βουλή των Ελλήνων) gewählt und war dort Vertreter der Interessen des Präfekturbezirks von Piräus.
Nach dem Beginn der Militärdiktatur unter Oberst Georgios Papadopoulos nahm er neben Andreas Papandreou an den Protestbewegungen gegen das Obristenregime teil und wurde deshalb verhaftet und gefoltert. Bei seinen Festnahmen 1967 und 1968 wurde er auf die Kykladeninsel Folegandros, die Dodekanesinsel Tilos verbannt sowie im Lager Makrakomis interniert. Zwischenzeitlich war er Mitglied des Geschäftsführenden Vorstandes der von Papandreou gegründeten Panhellenischen Befreiungsbewegung (Panhellenic Liberation Movement (PAK)).
Nach dem Ende der Militärdiktatur gehörte er am 3. September 1974 neben Papandreou zu den Gründungsmitgliedern der Gesamtgriechischen Sozialistischen Bewegung (Panellinio Sosialistiko Kinima, PASOK). Bei den Parlamentswahlen in Griechenland am 17. November 1974 wurde er wiederum zum Abgeordneten des Parlaments gewählt und gehörte als Vertreter des Präfekturbezirks von Piräus zur zwölfköpfigen ersten Fraktion der PASOK. Bei den  Wahlen vom 20. November 1977 wurde er wiedergewählt und war zugleich Mitglied des Exekutivvorstandes der aus mittlerweile 92 Abgeordneten bestehenden Fraktion der PASOK. Zwischen 1974 und 1981 war er auch Mitglied der Parlamentsausschüsse für Finanzen und Koordinierung, Industrie, Gesundheit sowie Schifffahrt.
Nach seiner erneuten Wiederwahl als Abgeordneter des Parlaments am 18. Oktober 1981 wurde er in der 1. Regierung von Premierminister Papandreou zum Unterstaatssekretär im Handelsministerium berufen.
Bei den Kommunalwahlen 1982 wurde er zum Bürgermeister (gr. dimarchos δήμαρχος) von Piräus gewählt und hatte dieses Amt zwischen dem 1. Januar 1983 und dem 31. Dezember 1986 inne.
Bei den Wahlen vom Mai und November 1989 sowie 1993 wurde Papaspyrou wieder als Kandidat der PASOK zum Abgeordneten des Griechischen Parlaments gewählt und vertrat dort zuletzt bis zur Parlamentswahl 1996 die Interessen der Wähler im Präfekturbezirk Piräus.